# Neetzow-Liepen
Neetzow-Liepen er to byer og kommune i det nordøstlige Tyskland, beliggende i Amt Anklam-Land i den centrale del af Landkreis Vorpommern-Greifswald. Landkreis Vorpommern-Greifswald ligger i delstaten Mecklenburg-Vorpommern.
Kommunen blev oprettet 1. januar 2014 ved en sammenlægning af kommunerne Neetzow og Liepen.

## Geografi
Floden Peene afgrænser kommunen mod øst og nord.
I kommunen ligger landsbyerne:
| - Kagenow - Klein Below - Liepen - Neetzow - Padderow | - Preetzen - Priemen - Steinmocker - Steinmocker-Ausbau |

## Eksterne kilder og henvisninger
- Wikimedia Commons har flere filer relateret til Neetzow-Liepen
- Byens side Arkiveret 21. februar 2017 hos  Wayback Machine på amtets websted
- Statistik Arkiveret 21. februar 2017 hos  Wayback Machine